# Leucostoma meridionale
Leucostoma meridionale är en tvåvingeart som först beskrevs av Townsend 1915.  Leucostoma meridionale ingår i släktet Leucostoma och familjen parasitflugor.
Artens utbredningsområde är Peru. Inga underarter finns listade i Catalogue of Life.